# Ракетні війська та артилерія Російської Федерації
Ракетні війська та артилерія Російської Федерації (РВтА) (рос. Ракетные войска и артиллерия, РВиА) — один з родів сухопутних військ Збройних сил Російської Федерації, що є одним з основних засобів вогневого і ядерного ураження супротивника у ході ведення загальновійськових операцій.

## Структура
Організаційно ракетні війська та артилерія складаються зі з'єднань, частин оперативно-тактичних і тактичних ракет, реактивної артилерії великого калібру. Артилерія складається зі з'єднань (частин, підрозділів) гаубичної, гарматної, реактивної, мінометів, а також артилерійської розвідки, управління і забезпечення.
Частини і підрозділи ракетних військ та артилерії організаційно входять у види та роди військ ЗС Росії й інших її «силових» структур:
- ракетні війська та артилерію Сухопутних військ ЗС Росії;
- ракетні війська та артилерію Берегових військ ВМФ ЗС Росії;
- артилерію Повітряно-десантних військ ЗС Росії;
- артилерію прикордонних військ ФСБ Росії (мінометні підрозділи);
- артилерію Військ національної гвардії Росії.

## Військові навчальні заклади
Військові навчальні заклади і військові частини прямого підпорядкування:
- Пензенський артилерійський інженерний інститут[ru] (ПАІІ) (філіал Військової академії матеріально-технічного забезпечення[ru] імені А. В. Хрульова);
- Михайлівська військова артилерійська академія;
- Кадетський ракетно-артилерійський корпус[ru] (у 2011 році переформований у Санкт-Петербурзький кадетський корпус);
- Чотири навчальних центри бойового застосування РВтА;

Професійне свято — День ракетних військ та артилерії Росії (19 листопада).

## Керівництво
Начальники ракетних військ та артилерії (з 1987), Начальники ракетних військ та артилерії Сухопутних військ (з 2011)
- 1991—1997 — генерал-полковник Микола Димидюк,
- 1997—2001 — генерал-полковник Михайло Каратуєв,
- 2001—2008 — генерал-полковник Володимир Зарицький,
- 2009—2010 — генерал-лейтенант Сергій Богатинов,
- з травня 2011 (з жовтня 2010 в. о.) — генерал-лейтенант Михайло Матвеєвський[1].

## Галерея

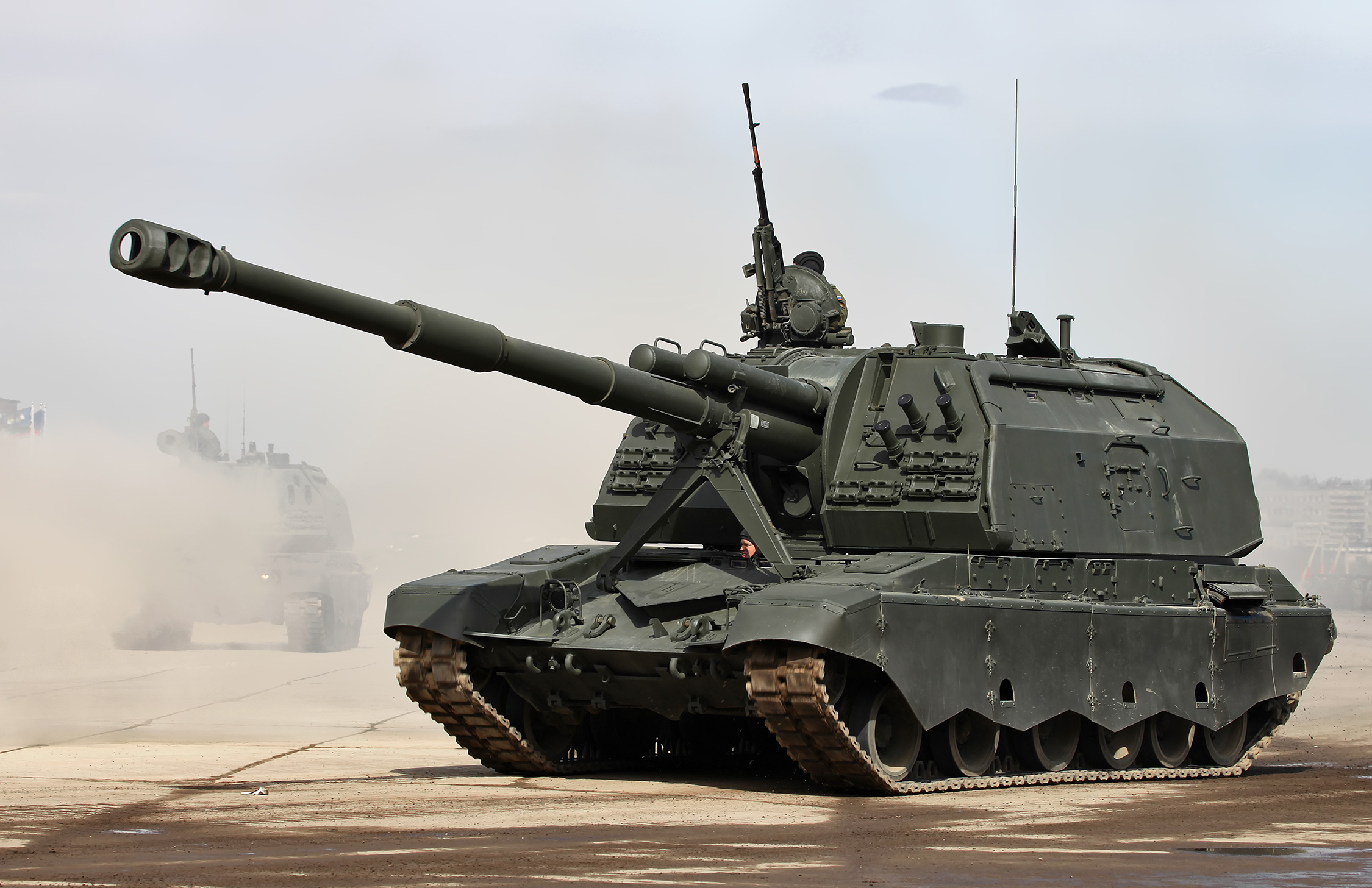
САУ 2С19М2 «Мста-С»
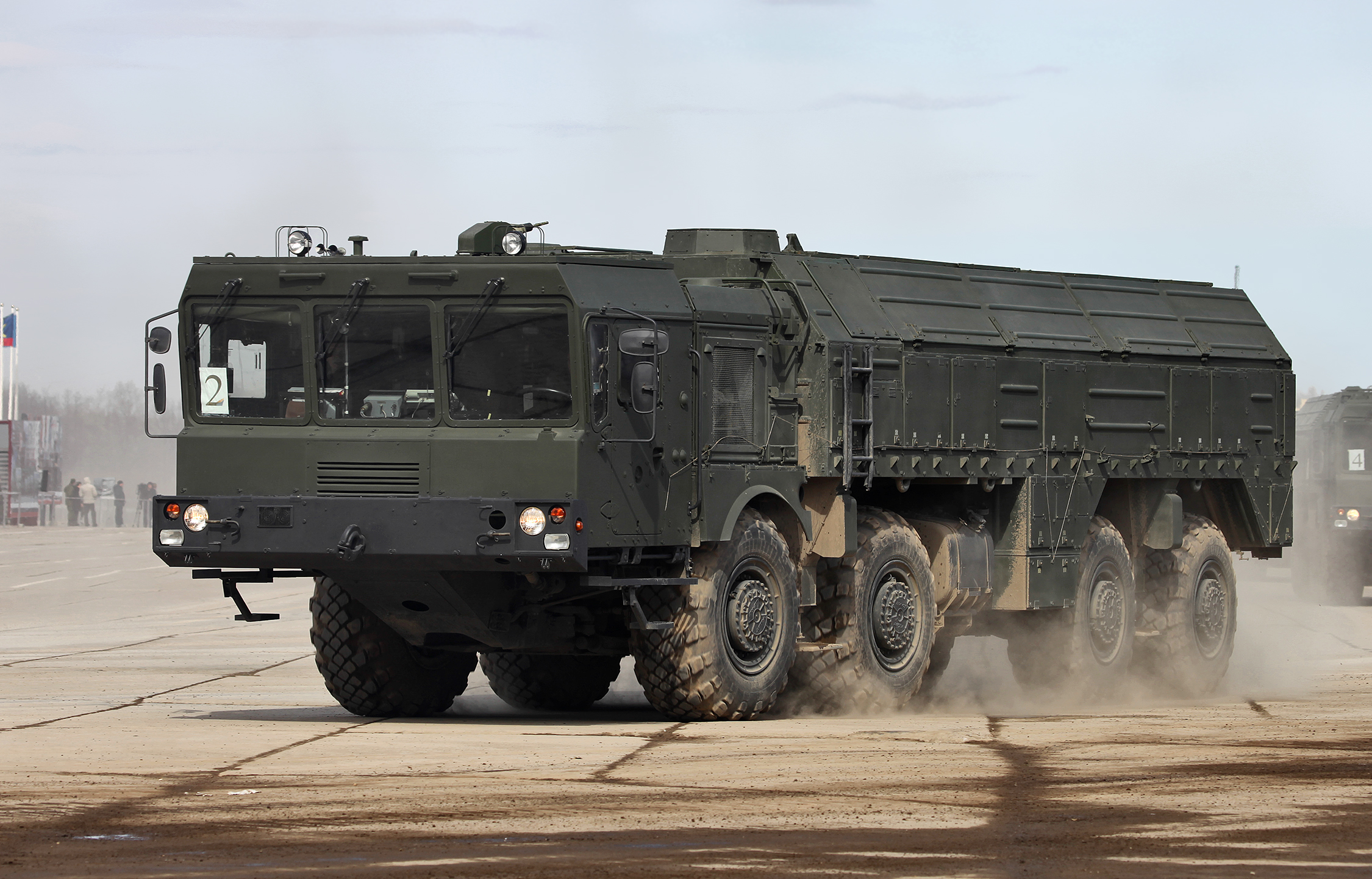
Самохідна пускова установка 9П78-1 ОТРК Іскандер-М
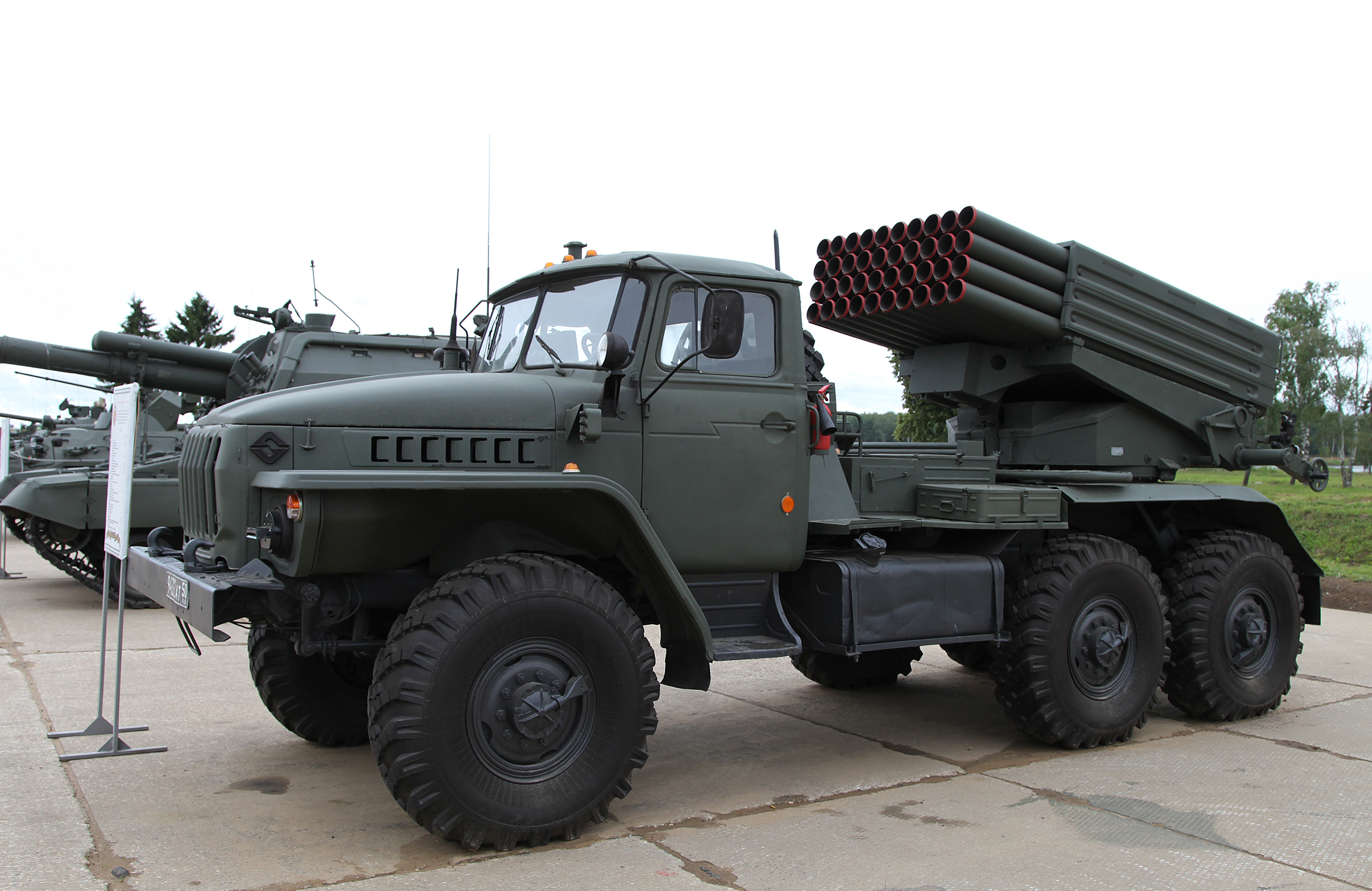
Бойова машина 2Б17-1 зі складу РСЗВ 9К51М «Торнадо-Г»
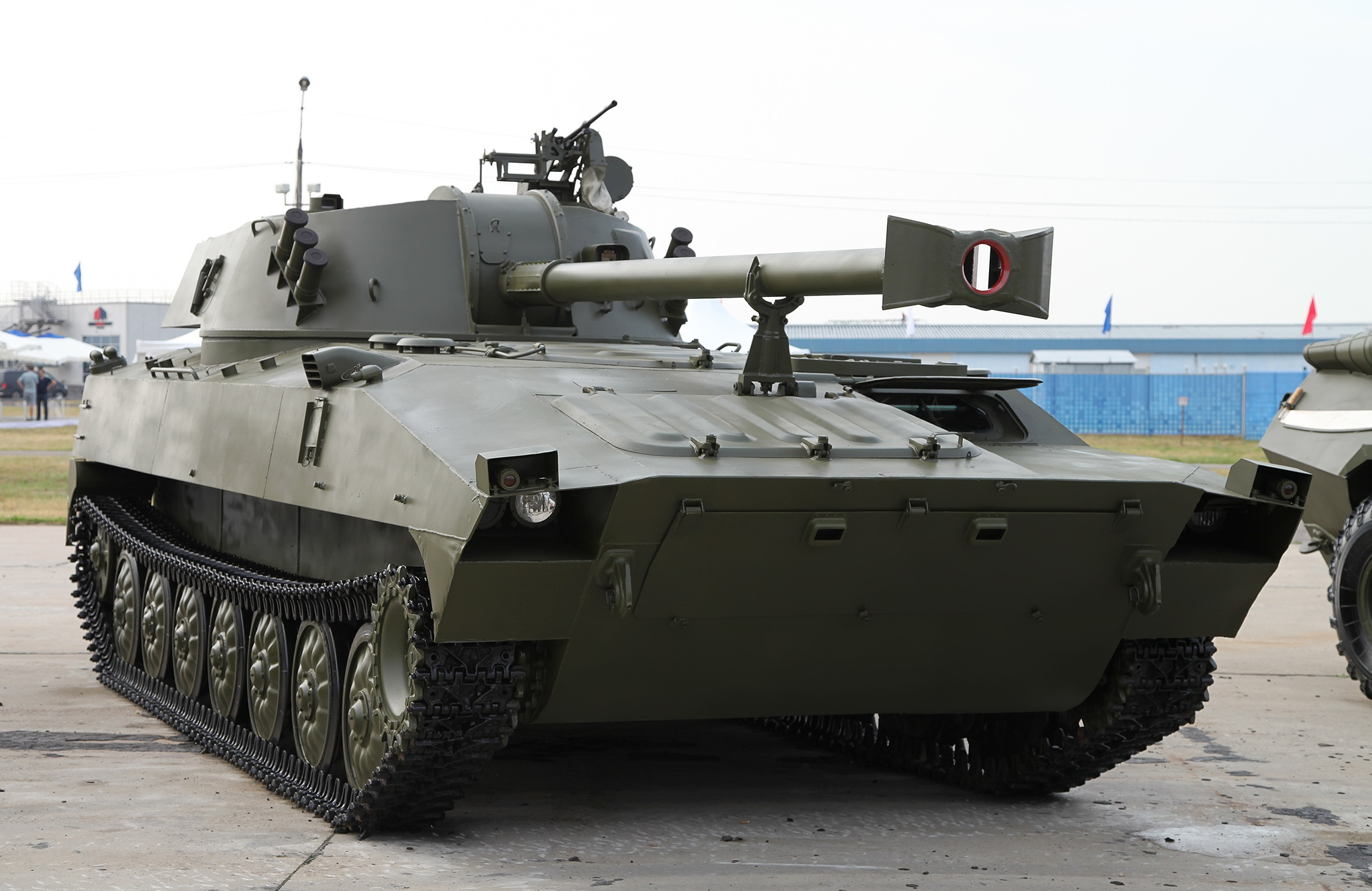
120-мм самохідна артилерійська установка 2С34 «Хоста»
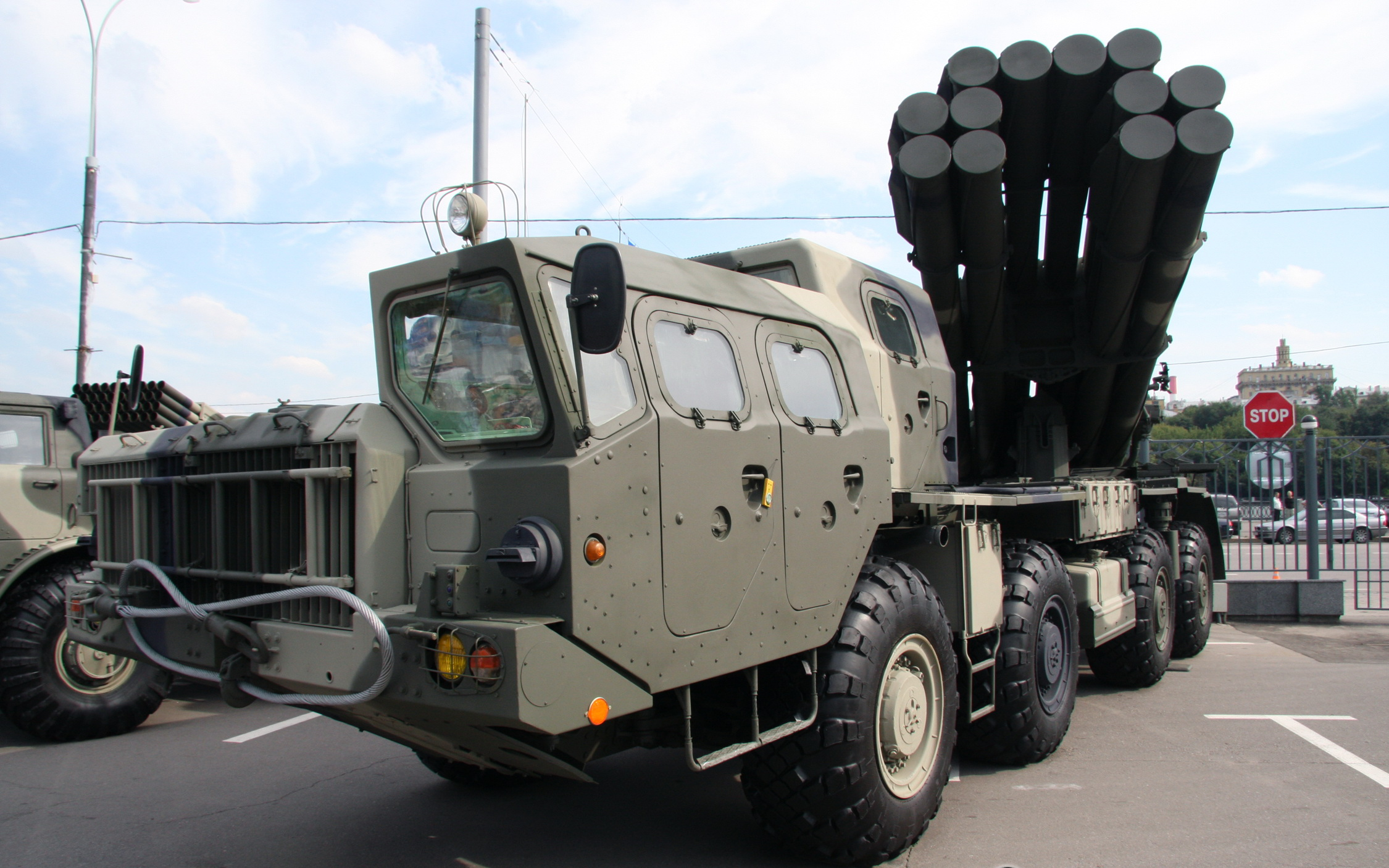
9К58 «Смерч»